# Corrado Scocco
Corrado Scocco (Roma, 15 marzo 1899 – ...) è stato un calciatore italiano, di ruolo centrocampista.

## Carriera

### Giocatore

#### Club
Scocco inizia la sua carriera alla Fortitudo nel 1925 (precedentemente aveva giocato nelle giovanili della squadra dal 1922 al 1925), dove rimane per due anni, fino a che, nel 1927, Fortitudo, Alba e Roman di uniscono nell'Associazione Sportiva Roma. Con i giallorossi debutta anche in Divisione Nazionale, giocando solo una partita, e vince la Coppa CONI 1928. Successivamente milita nei primi anni 1930 nell'Assicuratori Roma.

## Statistiche

### Presenze e reti nei club
Statistiche aggiornate al 31 dicembre 2014.
| Stagione         | Squadra           | Campionato       | Campionato | Campionato | Coppe nazionali | Coppe nazionali | Coppe nazionali | Coppe continentali | Coppe continentali | Coppe continentali | Altre coppe | Altre coppe | Altre coppe | Totale | Totale |
| Stagione         | Squadra           | Comp             | Pres       | Reti       | Comp            | Pres            | Reti            | Comp               | Pres               | Reti               | Comp        | Pres        | Reti        | Pres   | Reti   |
| ---------------- | ----------------- | ---------------- | ---------- | ---------- | --------------- | --------------- | --------------- | ------------------ | ------------------ | ------------------ | ----------- | ----------- | ----------- | ------ | ------ |
| 1925-1926        | Fortitudo         | PD               | 9          | 0          | -               | -               | -               | -                  | -                  | -                  | -           | -           | -           | 9      | 0      |
| 1926-1927        | Fortitudo         | DN               | 6          | 0          | -               | -               | -               | -                  | -                  | -                  | -           | -           | -           | 6      | 0      |
| Totale Fortitudo | Totale Fortitudo  | Totale Fortitudo | 15         | 0          |                 | -               | -               |                    | -                  | -                  |             | -           | -           | 15     | 0      |
| 1927-1928        | Roma              | DN               | 1          | 0          | CC              | 0               | 0               | -                  | -                  | -                  | -           | -           | -           | 1      | 0      |
| 19??-1931        | Assicuratori Roma | ?                | ?          | ?          | -               | -               | -               | -                  | -                  | -                  | -           | -           | -           | ?      | ?      |
| Totale carriera  | Totale carriera   | Totale carriera  | 16+        | ?          |                 | 0               | 0               |                    | -                  | -                  |             | -           | -           | 16+    | ?      |

## Palmarès

### Giocatore

#### Club

##### Competizioni nazionali
- Coppa CONI: 1

Roma: 1928